# Voitsberg-Bärnbach
Voitsberg-Bärnbach ist der Arbeitstitel einer geplanten Gemeindefusion der weststeirischen Städte Voitsberg und Bärnbach auf freiwilliger Basis per Ende 2019. Dadurch sollte die fünftgrößte Stadt der Steiermark mit rund 15.000 Einwohnern und einer Fläche von ca. 60 km² entstehen. Die Bärnbacher Bevölkerung lehnte jedoch die Fusion in einer Abstimmung ab. 
Die Pläne wurden im Juni 2018 bekannt. 

## Voitsberg und Bärnbach
Nach dem entsprechenden Beschluss der Gemeinde Voitsberg, Verhandlungen aufzunehmen, gab es einen in die gleiche Richtung gehenden Gemeinderatsbeschluss der Stadt Bärnbach. Zeitgleich fasste auch der Gemeinderat von Köflach den Beschluss, Vor- und Nachteile einer Fusion abzuwägen und gegebenenfalls in Fusionsgespräche einzutreten.
Im August 2018 wurde vom beauftragten KDZ – Zentrum für Verwaltungsforschung eine Studie über die finanziellen Auswirkungen der Fusion präsentiert, welche dahingehend großteils positiv ausfiel. Von 22. bis 24. November 2018 hielten die beiden Städte eine Befragung der Bevölkerung der beiden Städte hinsichtlich der Fusionierung ab, deren Ergebnis zwar rechtlich nicht bindend ist, jedoch als bindend anerkannt werden sollte. Dass diese Befragung nicht nach dem Steiermärkischen Volksrechtegesetz abgehalten wurde, sorgte für Kritik. Sollte die Befragung positiv im Sinne der Initiatoren ausfallen, so war geplant, die bisherigen Gemeinden mit Ende des Jahres 2019 aufzulösen und zur neuen Gemeinde Voitsberg-Bärnbach zu fusionieren. Bis zur nächsten Gemeinderatswahl, die planmäßig im Frühjahr 2020 stattfinden soll, sollte die neue Gemeinde von einem Regierungskommissär verwaltet werden.
Während in Voitsberg 84 % für die Fusion stimmten, wurde jedoch in Bärnbach zu 54,8 % dagegen gestimmt. Mit ca. 40 % war die Wahlbeteiligung in Bärnbach in etwa doppelt so hoch wie in Voitsberg. Der Bärnbacher Bürgermeister Bernd Osprian kündigte daraufhin umgehend an, den Plan nicht gegen den Willen der Bevölkerung umzusetzen.

## Weitergehende Fusionen
Auch eine zusätzliche Inklusion der Städte und Gemeinden Köflach, Rosental und Maria Lankowitz wurde im Juni 2018 diskutiert – diese Idee für eine Weststeiermark City ist schon älter. Allein die Fusion von Köflach, Voitsberg und Rosental hätte mit 25.000 Einwohnern die nach Graz zweitgrößte Stadt der Steiermark entstehen lassen.

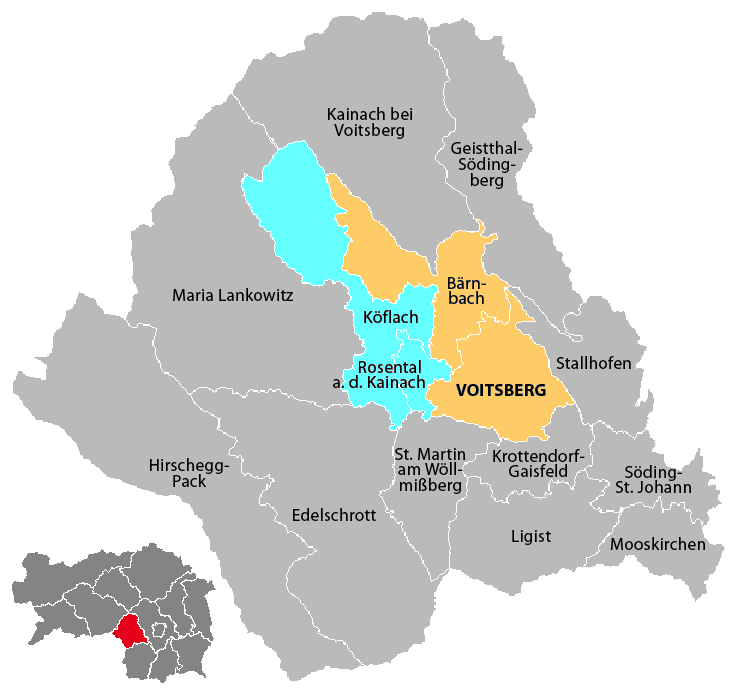
Geplante Fusion zwischen Voitsberg und Bärnbach (gelb) und den eventuellen weiteren Fusionskandidaten Köflach und Rosental (blau)